# Dendrothele
Genre
Dendrothele est un genre de champignons de la famille des Corticiaceae.

## Liste d'espèces
Selon Index Fungorum (28 octobre 2013) :
- Dendrothele acerina (Pers.) P.A. Lemke 1965
- Dendrothele alba Viégas 1940
- Dendrothele alliacea (Quél.) P.A. Lemke 1965
- Dendrothele americana Nakasone 2006
- Dendrothele ampullospora (G. Cunn.) Nakasone & Burds. 2011
- Dendrothele amygdalispora Hjortstam 1987
- Dendrothele andina (Pat.) Nakasone 2006
- Dendrothele andinopatagonica Gresl. & Rajchenb. 1998
- Dendrothele arachispora Nakasone & Burds. 2011
- Dendrothele asterospora Boidin & Lanq. 1996
- Dendrothele aucklandica Nakasone & Burds. 2011
- Dendrothele australis Nakasone & Burds. 2011
- Dendrothele biapiculata (G. Cunn.) P.A. Lemke 1965
- Dendrothele bispora Burds. & Nakasone 1983
- Dendrothele bisporigera Pouzar & Kotl. 2010
- Dendrothele boidinii Gresl. & Rajchenb. 1998
- Dendrothele candida (Schwein.) P.A. Lemke 1965
- Dendrothele capitulata Boidin & Lanq. 1996
- Dendrothele citrisporella Boidin & Duhem 1996
- Dendrothele citrisporella Boidin & Duhem 2010
- Dendrothele commixta (Höhn. & Litsch.) J. Erikss. & Ryvarden 1975
- Dendrothele corniculata (G. Cunn.) Stalpers 1985
- Dendrothele cornivesiculosa P. Roberts 2009
- Dendrothele crustulinum (Bres.) Nakasone 2008
- Dendrothele cymbiformis Nakasone & Burds. 2011
- Dendrothele dryina (Pers.) P.A. Lemke 1965
- Dendrothele duthiei P.H.B. Talbot 1956
- Dendrothele gilbertsonii Nakasone 2009
- Dendrothele globulispora Boidin & Lanq. 1996
- Dendrothele griseocana (Bres.) Bourdot & Galzin 1913
- Dendrothele incrustans (P.A. Lemke) P.A. Lemke 1965
- Dendrothele itihummensis Gilb. & M. Blackw. 1985
- Dendrothele jacobi Duhem & H. Michel 2007
- Dendrothele latenavicularis Gorjón 2011
- Dendrothele lemkei Gresl. & Rajchenb. 1998
- Dendrothele lepra (Berk. & Broome) P.A. Lemke 1965
- Dendrothele leptostachys Nakasone & Burds. 2011
- Dendrothele macrodens (Coker) P.A. Lemke 1965
- Dendrothele magninavicularis Nakasone & Burds. 2011
- Dendrothele mangiferae Boidin & Duhem 1996
- Dendrothele mexicana (P.A. Lemke) P.A. Lemke 1965
- Dendrothele microspora (H.S. Jacks. & P.A. Lemke) P.A. Lemke 1965
- Dendrothele minima Duhem 2007
- Dendrothele minutissima (Höhn. & Litsch.) Kotir., K.H. Larss. & Saaren. 2011
- Dendrothele moquiniarum (Viégas) P.A. Lemke 1965
- Dendrothele nakasoneae Gorjón 2012
- Dendrothele navicularis Nakasone & Burds. 2011
- Dendrothele nivosa (Berk. & M.A. Curtis ex Höhn. & Litsch.) P.A. Lemke 1965
- Dendrothele nivosoides Gaignon, Duc & H. Michel 2001
- Dendrothele novae-zelandiae Nakasone & Burds. 2011
- Dendrothele ornata Gorjón 2012
- Dendrothele pachysterigmata (H.S. Jacks. & P.A. Lemke) P.A. Lemke 1965
- Dendrothele pitrae Gresl. & Rajchenb. 1998
- Dendrothele pulvinata (G. Cunn.) P.A. Lemke 1965
- Dendrothele salicicola Pouzar & Kotl. 2010
- Dendrothele seriata (Berk. & M.A. Curtis) P.A. Lemke 1965
- Dendrothele strumosa (Fr.) P.A. Lemke 1965
- Dendrothele subellipsoidea Nakasone & Burds. 2011
- Dendrothele syspora C. Rodrigues & Guerrero 2012
- Dendrothele tanzaniana Nakasone 2006
- Dendrothele tetracornis Boidin & Duhem 1996
- Dendrothele tuberculata Gresl. & Rajchenb. 1998
- Dendrothele wojewodae Pouzar 2001
- Dendrothele wojewodai Pouzar 2001